# 七里镇 (敦煌市)
七里镇，是中华人民共和国甘肃省酒泉市敦煌市下辖的一个乡镇级行政单位。 其始建於1956年，1958年得名「七里鎮」，為敦煌市第二大鎮。位於敦煌市西面，全鎮總面積56平方千米

## 行政区划
七里镇下辖以下地区：
白马塔村、杜家墩村、三号桥村、铁家堡村、南台堡村、大庙村和秦家湾村。